# Adam Blacklaw
Adam Blacklaw (* 2. September 1937 in Aberdeen; † 28. Februar 2010 in Barnoldswick) war ein schottischer Fußballspieler. Der Torwart bestritt drei Länderspiele für Schottland.

## Sportlicher Werdegang
Blacklaw spielte zunächst Fußball in seiner Schule, Dank seines Talents wurde er in die schottische Schülernationalmannschaft berufen. Bei einem Länderkampf gegen die englische Schulnationalmannschaft machte er verschiedene Vereine auf sich aufmerksam und schloss sich 1954 dem FC Burnley an. Nachdem er dort vornehmlich noch im Nachwuchsbereich reüssierte, rückte er 1956 nach einer Schulterverletzung von Colin McDonald bei der Profimannschaft in der First Division zwischen die Pfosten. Nach der Wiedergenesung des Konkurrenten, der sich anschließend in die englische Nationalmannschaft spielte und bei der Weltmeisterschaft 1958 die Nummer 1 der „Three lions“ war, rückte er zunächst wieder ins zweite Glied. Als dieser sich bei einem Benefizspiel am Saint Patrick’s Day gegen eine irische Auswahlmannschaft erneut schwerer verletzte, nutzte er seine Chance und etablierte sich bei den „Clarets“ als Stammkraft. In der Spielzeit 1959/60 trug er in 41 Saisonspielen zum zweiten Meisterschaftsgewinn der Vereinsgeschichte bei. 1962 verpasste er seinen zweiten Titelgewinn nur knapp, als die von Jimmy Adamson als Mannschaftskapitän angeführte Mannschaft im Finale des FA Cup sich dem Londoner Klub Tottenham Hotspur geschlagen geben musste. Zudem beendete der Klub auch die Meisterschaft als Zweiter, Aufsteiger Ipswich Town hatte am Saisonende als Meister drei Punkte Vorsprung.
Im Sommer 1963 führten Blacklaws Leistungen zu seiner ersten Berufung für die schottische Auswahl, für die er beim 4:3-Erfolg über Spanien das Tor hütete. Bis 1965 bestritt er noch zwei weitere Länderspiele. Im selben Jahr verdrängte sein Landsmann Harry Thomson ihn zeitweise aus dem Klubtor, anschließend entwickelte sich ein Zweikampf zwischen den beiden.
1967 verließ Blacklaw den FC Burnley, für 15.000 Pfund wechselte er zum seinerzeitigen Zweitligisten Blackburn Rovers. 1970 kehrte er noch einmal in die First Division zurück, als er sich dem FC Blackpool anschloss. Erneut traf er hier auf Harry Thomson, als Ersatzmann kam er lediglich zu einem Saisonspiel und beendete anschließend nach einer Spielzeit, die mit dem Abstieg in die Zweitklassigkeit endete, seine aktive Laufbahn.
Später war Blacklaw kurzzeitig als Trainer beim FC Clitheroe tätig, hauptberuflich betrieb er nach seinem Karriereende zunächst einen Zeitungskiosk und später einen Pub.